# Eunidia obliquealbovittata
Eunidia obliquealbovittata är en skalbaggsart som beskrevs av Hunt och Stefan von Breuning 1957. Eunidia obliquealbovittata ingår i släktet Eunidia och familjen långhorningar.
Artens utbredningsområde är Zimbabwe. Inga underarter finns listade i Catalogue of Life.